# Światowy Dzień Roweru

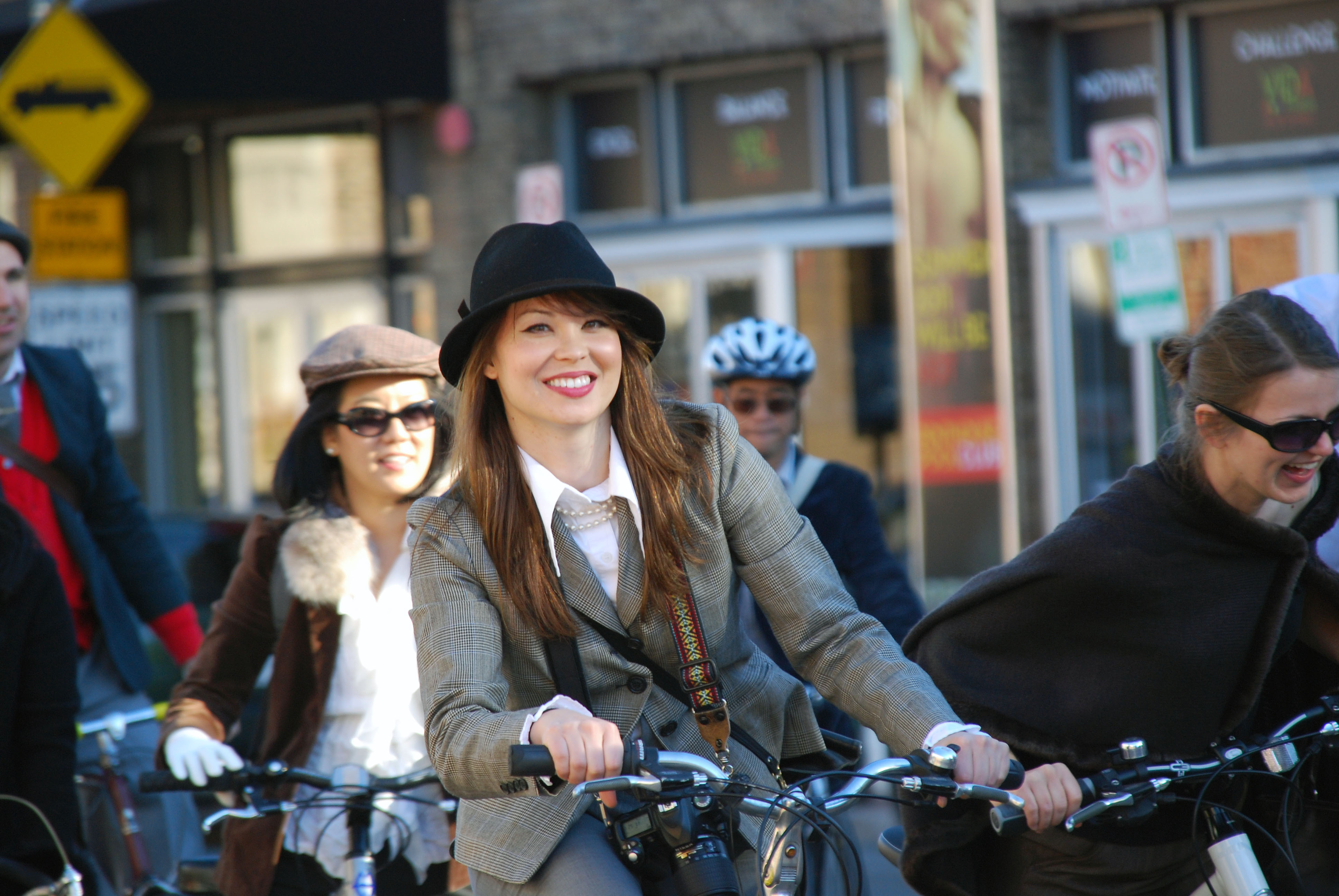
Rowerzyści w Waszyngtonie

Światowy Dzień Roweru (ang. World Bicycle Day) – coroczne święto obchodzone na świecie 3 czerwca, ustanowione przez Zgromadzenie Ogólne Organizacji Narodów Zjednoczonych 12 kwietnia 2018 (rezolucja 72/272).

## Inicjatywa
Pomysłodawcą ustanowienia Światowego Dnia Roweru był pracujący w Stanach Zjednoczonych polski socjolog i członek młodzieżowej reprezentacji kraju Leszek Sibilski. W 2015, publikacją artykułu Cycling is Everyone's Business (ang. Kolarstwo jest sprawą każdego), rozpoczął oddolną kampanię. Do formalnego przedłożenia na forum ONZ projektu rezolucji o ustanowieniu 3 czerwca Światowym Dniem Roweru udało mu się przekonać delegację Turkmenistanu. Ostatecznie podczas głosowania 12 kwietnia 2018 uzyskała ona poparcie 193 państw, spośród których 56 było sponsorami inicjatywy. W tekście rezolucji podkreślono „wyjątkowość, długowieczność i wszechstronność roweru, który jest w użyciu od dwóch stuleci i który jest prostym, dostępnym, niezawodnym, czystym, przyjaznym dla środowiska środkiem transportu”. Rower, jako symbol postępu ludzkości oraz rozwoju „[promuje] tolerancję, wzajemne zrozumienie, szacunek oraz włączenie społeczne i kulturę pokoju”. Rower jest „symbolem zrównoważonego transportu i przekazuje pozytywne przesłanie wspierania zrównoważonej konsumpcji i produkcji oraz ma pozytywny wpływ na klimat”.
Autorem biało-niebieskiego logo #June3WorldBicycleDay został Isaac Feld, zaś towarzyszącej animacji John E. Swanson. Przedstawiają różnych rowerzystów jeżdżących wokół kuli ziemskiej. Pokazują, że rower przynależy do całej ludzkości i służy jej.